# Marisol (telenovela mexicana)
Marisol é uma telenovela mexicana produzida por Juan Osorio para a Televisa e exibida pelo Canal de las Estrellas entre 22 de janeiro e 9 de agosto de 1996. É um remake unificado das telenovelas Marcha nupcial de 1977, e Los ricos también lloran, de 1979, ambas baseadas em histórias originais de Inés Rodena. A trama é protagonizada por Erika Buenfil, Eduardo Santamarina e Romina Castro, e antagonizada por Claudia Islas, Renée Varsi, Emma Laura, Sergio Basáñez, Pilar Montenegro, David Ostrosky e Enrique Álvarez Félix.
De início, Marisol era exibida às 17h45 substituindo Retrato de familia. Mas, em 27 de maio de 1996, com o final de El premio mayor e o rebaixamento para 17h45 de La sombra del otro, que seria a substituta original desta, Marisol foi promovida para o horário das 20h. Foi reprisada pelo TLNovelas entre 29 de novembro de 2010 e 17 de junho de 2011, substituindo Rubí e sendo substituída por Nunca te olvidaré.

## Elenco
- Erika Buenfil - Marisol Ledesma Garcés del Valle / Verónica Soriano
- Eduardo Santamarina - José Andrés Garcés del Valle López
- Romina Castro - Mimí Candela de Suárez
- Pilar Montenegro - Zulema Chávez
- Sergio Basañez - Mario Suárez Maldonado
- Claudia Islas - Amparo López Vda. de Garcés del Valle
- Enrique Álvarez Félix - Leonardo Garcés del Valle
- Emma Laura - Rosana Valverde
- Renée Varsi - Vanessa Garcés del Valle
- Aarón Hernán - Don Alonso Garcés del Valle
- David Ostrosky - Mariano Ruiz
- Alejandro Ibarra - Francisco "Paco" Suárez Maldonado
- Socorro Bonilla - Doña Rosita Maldonado Vda. de Suárez
- Germán Robles - Basilio González
- Verónica Langer - Carmen López Vda. de Pedroza
- Paulina Lazareno - Alejandra Pedroza López
- Ivette - Camila Linares
- José María Torre - Daniel "Danny" Linares
- Guillermo Murray - Dr. Álvaro Linares
- Ana María Aguirre - Rebeca
- Alejandra Procuna - Malú
- Amparo Garrido - Constanza
- Blanca Torres - Blanca
- Christian Ruiz - José María Garcés del Valle "Chema"
- Maricarmen Vela - Doña Andrea Vda. de Montalvo
- Teresa Tuccio - Sabrina Montemar
- Jair de Rubin - Daniel Martínez "El Chupacabras"
- Anastasia - Yolanda "Yoli"
- Alejandra Meyer - Doña Lorenza
- Guillermo Rivas - Don Tomás
- Lucía Guilmáin - Romualda Martínez
- Cocó Ortiz - Raymunda Martínez
- Yadira Santana - Mariana
- Laura Forastieri - Wilma
- Irma Lozano - Sofía Garcés del Valle
- Alberto Inzúa - Alfredo Ledesma
- Chao - Óscar
- Oscar Márquez - Leonel Villanueva
- Grelda Cobo - Angélica
- Antonio De Carlo - Rosendo
- Serrana - Teresa
- Nikky - Jesús
- Guadalupe Bolaños - Dorina Capucci
- Marcos Valdés - Dr. Salvador Saldívar
- Francisco Xavier - Alberto Montiel
- Alma Rosa Añorve - Déborah de Valverde
- Teo Tapia - Rodolfo Valverde
- Montalvo "El Pirata de la Salsa" - Lalo (Novio)
- Carolina Guerrero - Lola (Novia)
- Rodolfo Arias - Nicolás Mijares
- Michaelle Mayer - Rosario "Chayito"
- Nora Velázquez - Petra
- Luhana - Chole
- Verónika con K - Zalmudia
- Lilian Tapia - Gelatina
- Sherlyn - Sofía Garcés del Valle "Piojito"
- Antonio Escobar - Larry García
- Raúl Askenazi - Teniente Romero
- Rafael Perrin - Detective Aguilar

### Participações especiais
- Laura Flores - Sandra Luján
- Dolores Salomón "Bodokito" - Señora Gordoa
- Enrique Iglesias - Él mismo
- Verónica Gallardo - Ella misma
- Alberto Mayagoitía - Rubén Linares
- Arturo Peniche - Juan Vicente Morelos
- Ofelia Guilmáin - Zamira
- Raymundo Capetillo - Diego Montalvo
- Julia Marichal - Dolores
- Guillermo García Cantú - Raúl Montemar

### Elenco de apoio
- Miguel Ángel Fuentes - Pulga
- Miguel Garza - Piojo
- Raúl Valerio - Dr. Heredia
- Víctor Lozada - Toto
- Abigail Martínez - Genoveva
- Jorge Santos - Dr. Samuel Reyna
- Nando Estevané - Silvano Suárez
- Brenda Zachas - Acasia
- Alfredo Rosas - Cástulo
- Marco Antonio Calvillo - Omar
- Flor Payan - Esmeralda "Melita"
- Nieves Mogas - Herlinda
- Soraya - Guadalupe
- María Prado - Doña Chancla
- Fernando Lozano - Sebastián
- Adriana Chapela - Clara
- Judith Grace - Carola
- Emmanuel Ortiz - Claudio
- Nancy Curiel - Carmín
- Jesús Ochoa - Don Fortunato
- Maunel Ávila Córdoba - Dr. Santos
- Manuel Benítez - Sr. Morales
- José Luis Avendaño - Serafín
- Alicia del Lago - Cleotilde
- Abril Campillo - Teófila Vda. de Gamboa
- Héctor Fuentes León - Julián
- María Marmolejo - Altagracia (#1)
- Mariana Rivera - Altagracia (#2)
- Jamye Post - Heidi
- Bernhard Seifert - Hans
- Alberto Seeman - Dr. Silva
- Fernando Sarfati - Lic. Cabrera
- Gabriela Salomón - Domitila
- Miguel Serros - Ballesteros
- Alejandro Ávila - Castello
- Mario Suárez - Quijano
- Ángeles Balvanera - Lola
- Silvia Ramírez - Sonia
- Martín Rojas - Manolo
- Héctor Álvarez - Dr. García
- Raúl Castellanos - Niño
- Víctor Foulloms - Joyero
- Gustavo Zárate - Dueño
- Néstor Leoncio - Hombre
- Ely Mauri - Policía
- Omar Germenos - Médico
- Alberto Langer - Periodista
- Roberto Porter - Sacerdote
- Monique Rojkind - Enfermera
- Ángeles Yáñez - Señora
- Radamés de Jesús - Tootsie

## Versões
- Marisol é um remake da novela Marcha Nupcial de 1977, produzida por Valentín Pimstein e protagonizada por Alma Muriel e Carlos Piñar.
- Em 2002, o SBT produziu a versão brasileira de Marisol, protagonizada por Bárbara Paz e Carlos Casagrande.

## Prêmios e Indicações

### Prêmios TVyNovelas 1997
| Categoria                 | Nomeado(a)          | Resultado |
| ------------------------- | ------------------- | --------- |
| Melhor atriz protagonista | Erika Buenfil       | Nomeada   |
| Melhor ator protagonista  | Eduardo Santamarina | Nomeado   |